# Юстозеро (озеро)
Юстозеро — пресноводное озеро на территории Гирвасского сельского поселения Кондопожского района Республики Карелии.

## Общие сведения
Площадь озера — 1,4 км². Располагается на высоте 157 метров над уровнем моря.
Форма озера лопастная, продолговатая: оно более чем на три километра вытянуто с севера на юг. Берега изрезанные, каменисто-песчаные, местами заболоченные.
Из северной оконечности Юстозера берёт начало река Семча, впадающая в реку Суну.
Рыба: щука, плотва, лещ, окунь, налим, ёрш.
На восточном берегу озера располагается одноимённая деревня, через которую проходит шоссе 86К-14 («Суоярви — Юстозеро — (через Поросозеро) — Медвежьегорск»).
Код объекта в государственном водном реестре — 01040100211102000018163.